# Сурими
Сурими (яп. 擂り身 Сурими, отбитое и мелко изрубленное мясо) — рыбный пастообразный фарш, а также пищевые продукты, которые из него готовятся. В качестве сырья обычно используется белая рыба (например, минтай, хек, морской окунь, дальневосточная сардина, скумбрия) или креветки.

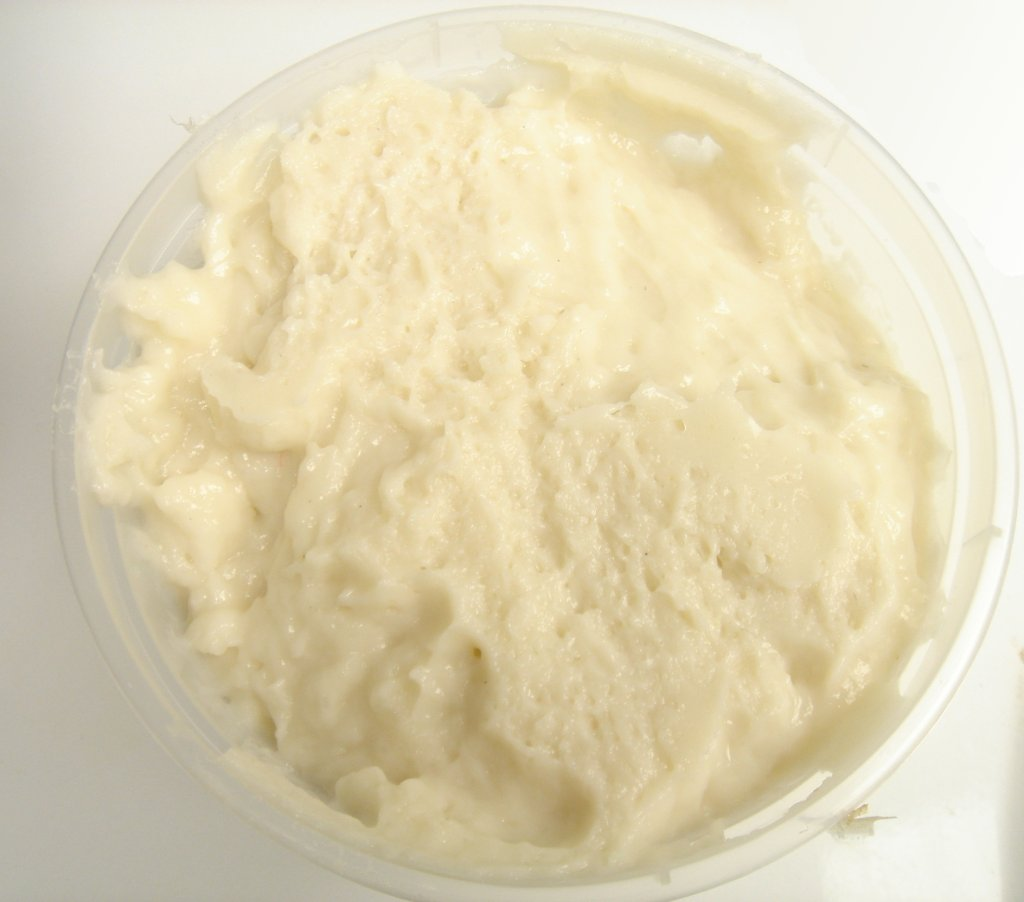
Свежеприготовленное сурими.

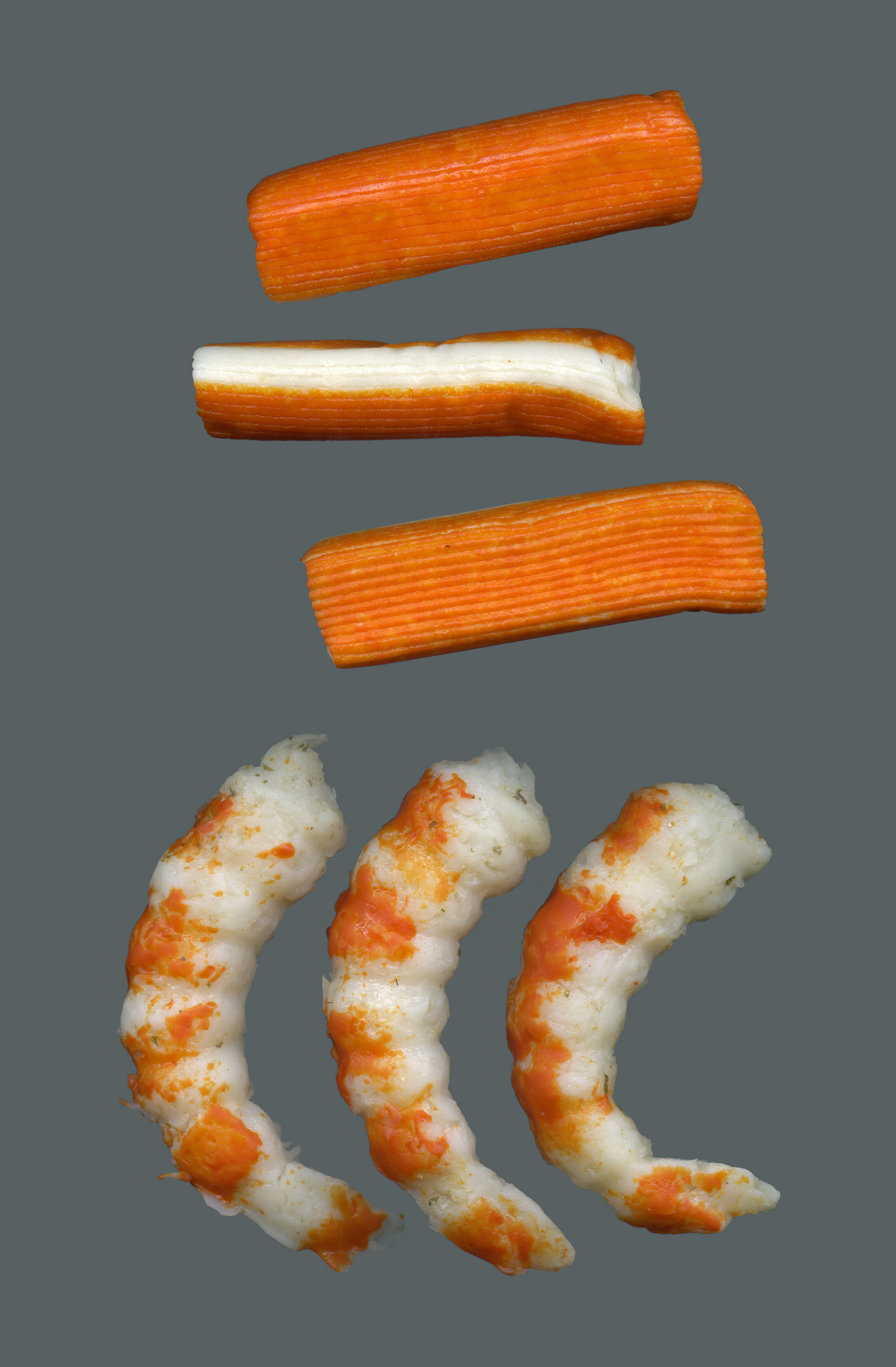
Имитация крабового мяса из сурими

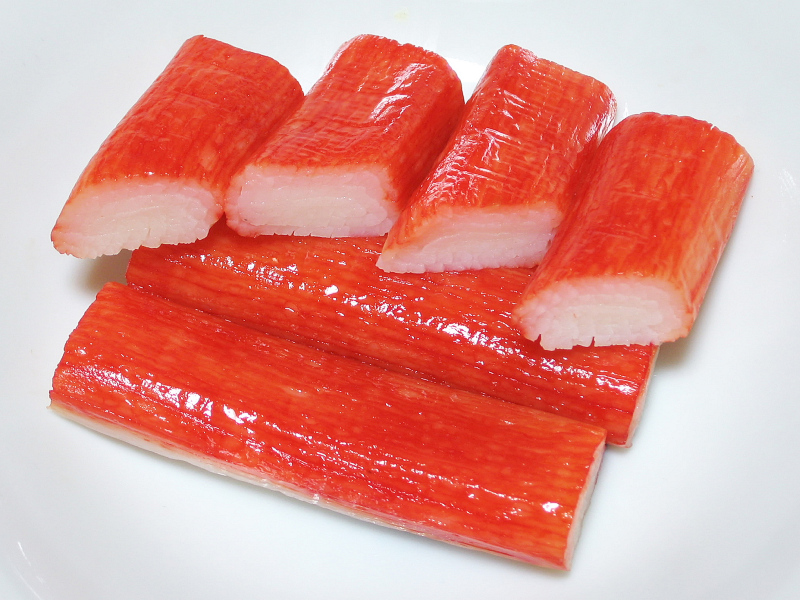
Крабовые палочки

Сурими не обладает сильно выраженными запахом и вкусом, поэтому его часто используют для имитации различных морепродуктов, добавляя красители и специи. Одним из самых известных продуктов из сурими является крабовые палочки.

## История
Ещё в древние времена (первые упоминания о сурими встречаются в 1100 году) японцы заметили, что из перемолотой и отжатой океанической рыбы с белым мясом можно получить подобную массу, которая будет иметь почти незаметный, но приятный вкус и запах, из которой можно лепить разнообразные фигуры. Наиболее популярными были рыбные шарики либо колбаски из сурими, которые стали называться «камабоко». По мере развития кулинарного искусства, японские повара изобретали из сурими новые блюда.

## Процесс производства сурими
1. Рыба для производства сурими отлавливается в открытом море в зонах промысла. Улов либо перерабатывается на борту специализированного судна-завода, либо поступает для переработки на береговой завод.
2. Из свежевыловленной рыбы отделяется филе. Шкура, головы, кости и внутренности направляются на производство рыбной муки. На производство сурими направляется только филе.
3. Филе рыбы измельчается и многократно промывается чистой холодной водой. На этой стадии остаются только нерастворимые белки, которые по сути и являются самим сурими.
4. Полученная промытая масса поступает на центрифугу для удаления лишней влаги.
5. Из готовой массы формуются блоки по 10 кг и замораживаются методом шоковой заморозки (заморозка в очень короткий период) до t −20 ºС. Так как заводы-потребители сурими расположены далеко от зон промысла (часто на других континентах), сурими транспортируется к местам переработки в рефконтейнерах, в которых создаётся и поддерживается постоянная температура −20 ºС.

## Производство сурими в России
Карельский комбинат в Сортавала производит сурими в промышленных масштабах в европейской части страны.
Также мощности по производству сурими сосредоточены на Дальнем Востоке России.